# 1709 Ukraina
Az 1709 Ukraina (ideiglenes jelöléssel 1925 QA) a Naprendszer kisbolygóövében található aszteroida. Grigorij Sajn fedezte fel 1925. augusztus 16-án.